# Doris Akers
Doris Mae Akers (21 de mayo de 1923 - 26 de julio de 1995) fue una cantautora, compositora y arreglista estadounidense de música Góspel. Es considerada una de las compositoras de dicho género más subestimadas del siglo XX, llegando a componer más de 500 canciones. Fue incluida en el Salón de la Fama de la Música Góspel en el 2001.

## Primeros años
Nació en Brookfield, Misuri, siendo hija de Floyd Akers (1887-1958) y Pearl M. Kelly (1896-1988), un matrimonio interracial. Tenía nueve hermanos: Eduardo, Floyd, Evelyn, Marian, Donald, Nellie, Bernice, Harley y Carlos. Sus padres se divorciaron en 1926, y Doris con seis de sus hermanos se fueron a vivir con su madre y el nuevo esposo de está John Lawson (1892-1974), en Kirksville (Misuri), mientras que los otros tres se quedaron con su padre. Aprendió a tocar el piano de oído a los seis años y escribió su primera canción, Keep the Fire Burning in Me, a los diez. Durante la década de 1930, formó un grupo con tres hermanos, que se hacía llamar "Dot and The Swingsters".

## Carrera temprana
Según la documentación de la ASCAP, junto con su amiga Mahalia Jackson en 1958, Doris coescribió la canción Lord, Don't Move the Mountain, la cuál vendió más de un millón de discos. Esta composición también se convirtió en un éxito para otra superestrella del gospel, Inez Andrews, más de una década después.
Durante su estancia en Los Ángeles, se convirtió en directora del Sky Pilot Choir, un coro integrado que también participó en grabaciones, programas de televisión y emisiones de radio por todo Estados Unidos. Sus arreglos frescos y modernos de tradiciones espirituales negros atrajeron a grandes multitudes de diversos lugares, incrementando drásticamente la asistencia a la iglesia donde estaban. Lanzaron tres álbumes: The Sky Pilot Choir, The Sky Pilot Choir Vol. 2 (con las Sutton Sisters) y Doris Akers Sings with The Sky Pilot Choir. Su organista en muchas ocasiones fue un joven Billy Preston. Terminó su colaboración con el Sky Pilot Choir en 1965, pero se reunieron de nuevo en 1974 para grabar su cuarto trabajo, Doris Akers and the Original Members of the Sky Pilot Choir.
Akers continuó grabando para RCA Victor hasta mediados de los años sesenta, grabando álbumes como Forever Faithful (1963); una colaboración con The Statesmen Quartet titulada Sing for You en 1964; y Highway to Heavenx.
Después de vivir en Los Ángeles desde mediados de los cuarenta, se mudó a Columbus (Ohio), en 1970. En la canción He Touched Me de su álbum All God's Children, relata un momento en que interpretó la canción en la Iglesia Pentecóstal de San Jacobo de esa ciudad. Continuaría grabando, componiendo y viajando. En 1979 se publicó otro álbum, The Artistry of Doris Akers.

## Carrera posterior
En la década de 1980, Akers publicaba un nuevo álbum de gospel cada año con un sello regional del medio oeste. La portada de cada álbum incluía una nueva fotografía a color de la artista para confirmar que se trataba de una producción actual. Grabaría algunos álbumes en Canadá las cuáles no se distribuyeron en Estados Unidos, como Crusade LP 2702 con el coro Harvest Time de Glad Tidings Temple.
En Estados Unidos, comenzó a grabar para el sello Gaither y apareció en algunos de sus conciertos y producciones televisivas. A principios de los 90, apareció en los videos gospel de Bill Gaither: Old Friends, Turn Your Radio On y Precious Memories.
Se la conocía cariñosamente como "Miss Música Gospel" debido a la admiración y respeto que sentían por ella en la industria musical a lo largo de los años. Llegó a dominar todos los aspectos de la música gospel, incluyendo voz, teclados, dirección de coros, arreglos, composición y publicación. Había trabajado con muchos de los pioneros de la Edad de Oro de la Música Gospel, era autora de numerosas composiciones gospel clásicas y se desenvolvía con libertad y éxito en todos los ámbitos de la música de dicho género. Muchas de sus composiciones, como Lead Me, Guide Me, I Cannot Fail The Lord, You Can't Beat God Giving y Sweet, Sweet Spirit, vendieron millones. Lindsay Terry la entrevistó para el libro Stories Behind 50 Southern Gospel Favorites donde explicó cómo su éxito Sweet, Sweet Spirit le fue revelado durante una sesión de oración con uno de sus coros antes de un servicio religioso.

## Últimos años y muerte
Akers vivió el resto de su vida en Minneapolis, Minnesota donde se desempeñó como Ministra de Música en el Centro de Liberación Grace Temple. Tras fracturarse el tobillo en agosto de 1994, se le diagnóstico cáncer a la columna vertebral cuando acudió al médico. Falleció el 26 de julio de 1995 en Edina, Minnesota. Nunca se casó ni tuvo hijos. Le sobrevivieron dos de sus hermanas, Nellie y Bernice, y su hermano, Donald Akers. Está enterrada en el Cementerio Lakewood ubicada también en Minneapolis, Minnesota.

## Discografía
- Serie Coral Doris Akers Vol. 1: Arreglos Especiales (1965)
- Serie Coral Doris Akers Vol. 2: Arreglos Especiales (1967)[10]
- Serie Coral Doris Akers Vol. 3: Arreglos Especiales
- Las canciones de Doris Akers para voz, piano y guitarra (1981)[11]
- Canciones gospel favoritas de Doris Akers, vol. 1 (1965)[12]
- Canciones gospel favoritas de Doris Akers, vol. 2 (1966)[13]
- Canciones gospel favoritas de Doris Akers, vol. 3
- Canciones gospel favoritas de Doris Akers, vol. 4

## Desglose de las colecciones publicadas
| Title                            | Year | Instrumentation                   | Collection                                                     | Published by   |
| -------------------------------- | ---- | --------------------------------- | -------------------------------------------------------------- | -------------- |
| Ask what you will                | 1967 | Voz solista, coro (SATB) y piano. | La serie coral de Doris Akers, volumen 2: arreglos especiales. | Música de Mana |
| Don't stop using me              | 1967 | Voz solista, coro (SATB) y piano. | La serie coral de Doris Akers, volumen 2: arreglos especiales. | Música de Mana |
| Grow closer                      | 1967 | Voz solista, coro (SATB) y piano. | La serie coral de Doris Akers, volumen 2: arreglos especiales. | Música de Mana |
| Heaven (Happy home above)        | 1967 | Voz solista, coro (SATB) y piano. | La serie coral de Doris Akers, volumen 2: arreglos especiales. | Música de Mana |
| Honey in that rock               | 1967 | Voz solista, coro (SATB) y piano. | La serie coral de Doris Akers, volumen 2: arreglos especiales. | Música de Mana |
| I was there when the Spirit came | 1967 | Voz solista, coro (SATB) y piano. | La serie coral de Doris Akers, volumen 2: arreglos especiales. | Música de Mana |
| I'm not satisfied yet            | 1967 | Voz solista, coro (SATB) y piano. | La serie coral de Doris Akers, volumen 2: arreglos especiales. | Música de Mana |
| Lord, keep my mind on Thee       | 1967 | Voz solista, coro (SATB) y piano. | La serie coral de Doris Akers, volumen 2: arreglos especiales. | Música de Mana |
| Sweet, sweet Spirit              | 1967 | Voz solista, coro (SATB) y piano. | La serie coral de Doris Akers, volumen 2: arreglos especiales. | Música de Mana |
| Grow closer                      | 1966 | Voz solista y piano               | Canciones gospel favoritas de Doris Akers. Volumen 2           | Música de Mana |
| God is so good                   | 1966 | Voz solista y piano               | Canciones gospel favoritas de Doris Akers. Volumen 2           | Música de Mana |
| He's a light unto my pathway     | 1966 | Voz solista y piano               | Canciones gospel favoritas de Doris Akers. Volumen 2           | Música de Mana |
| How big is God?                  | 1966 | Voz solista y piano               | Canciones gospel favoritas de Doris Akers. Volumen 2           | Música de Mana |
| I sure do love the Lord          | 1966 | Voz solista y piano               | Canciones gospel favoritas de Doris Akers. Volumen 2           | Manna Music    |
| I just got religion              | 1966 | Voz solista y piano               | Canciones gospel favoritas de Doris Akers. Volumen 2           | Música de Mana |
| I was there when the spirit came | 1966 | Voz solista y piano               | Canciones gospel favoritas de Doris Akers. Volumen 2           | Música de Mana |
| I'm not satisfied yet            | 1966 | Voz solista y piano               | Canciones gospel favoritas de Doris Akers. Volumen 2           | Música de Mana |
| Lead on, Lord Jesus              | 1966 | Voz solista y piano               | Canciones gospel favoritas de Doris Akers. Volumen 2           | Música de Mana |
| Mine just for the asking         | 1966 | Voz solista y piano               | Canciones gospel favoritas de Doris Akers. Volumen 2           | Música de Mana |
| No one but the Lord              | 1966 | Voz solista y piano               | Canciones gospel favoritas de Doris Akers. Volumen 2           | Música de Mana |
| Sweet Jesus                      | 1966 | Voz solista y piano               | Canciones gospel favoritas de Doris Akers. Volumen 2           | Música de Mana |
| Sweet, sweet spirit              | 1965 | Voz solista y piano               | Canciones gospel favoritas de Doris Akers. Volumen 1           | Música de Mana |
| I cannot fail the Lord           | 1965 | Voz solista y piano               | Canciones gospel favoritas de Doris Akers. Volumen 1           | Música de Mana |
| He know and He cares             | 1965 | Voz solista y piano               | Canciones gospel favoritas de Doris Akers. Volumen 1           | Música de Mana |
| Don't stop using me              | 1965 | Voz solista y piano               | Canciones gospel favoritas de Doris Akers. Volumen 1           | Música de Mana |
| Is there any peace anywhere      | 1965 | Voz solista y piano               | Canciones gospel favoritas de Doris Akers. Volumen 1           | Música de Mana |
| You can't beat God giving        | 1965 | Voz solista y piano               | Canciones gospel favoritas de Doris Akers. Volumen 1           | Música de Mana |
| Prayer is the answer             | 1965 | Voz solista y piano               | Canciones gospel favoritas de Doris Akers. Volumen 1           | Música de Mana |
| My song of assurance             | 1965 | Voz solista y piano               | Canciones gospel favoritas de Doris Akers. Volumen 1           | Música de Mana |
| Ask what you will                | 1965 | Voz solista y piano               | Canciones gospel favoritas de Doris Akers. Volumen 1           | Música de Mana |
| How great thou art               | 1965 | Voz solista y piano               | Canciones gospel favoritas de Doris Akers. Volumen 1           | Música de Mana |
| Lord, don't move the mountain    | 1965 | Voz solista y piano               | Canciones gospel favoritas de Doris Akers. Volumen 1           | Música de Mana |
| Lord, keep my mind on thee       | 1965 | Voz solista y piano               | Canciones gospel favoritas de Doris Akers. Volumen 1           | Música de Mana |
| Trouble                          | 1965 | Voz solista y piano               | Canciones gospel favoritas de Doris Akers. Volumen 1           | Música de Mana |

## Legado
Akers recibió muchos premios, incluyendo el de "Compositora de Música Gospel del Año" dos veces consecutivas, en 1960 y 1961. El "Día de Doris Akers" se celebró en Kirksville, Misuri, en julio de 1976. Fue la artista principal de la celebración del Bicentenario de Estados Unidos en la ciudad, con aproximadamente 20.000 personas asistiendo a su concierto nocturno.
En 1992, fue reconocida por el Instituto Smithsonian como la principal compositora negra de gospel de Estados Unidos. En el 2011, Doris Akers fue incluida en el Salón de la Fama de la Música Gospel del Sur.